# Арилах (Кобяйський улус)
Арилах (рос. Арылах) — селище у Кобяйському улусі Республіки Сахи Російської Федерації.
Населення становить 100 осіб. Належить до муніципального утворення Люччегинський 1-й наслег.

## Історія
Згідно із законом від 30 листопада 2004 року органом місцевого самоврядування є Люччегинський 1-й наслег.

## Населення
| 2002 | 2010 |
| ---- | ---- |
| 91   | ↗100 |